# Juventus Football Club 2016-2017
Questa voce raccoglie le informazioni riguardanti la Juventus Football Club nelle competizioni ufficiali della stagione 2016-2017.

## Stagione
(Daniele De Rossi, calciatore della Roma, 14 maggio 2017)

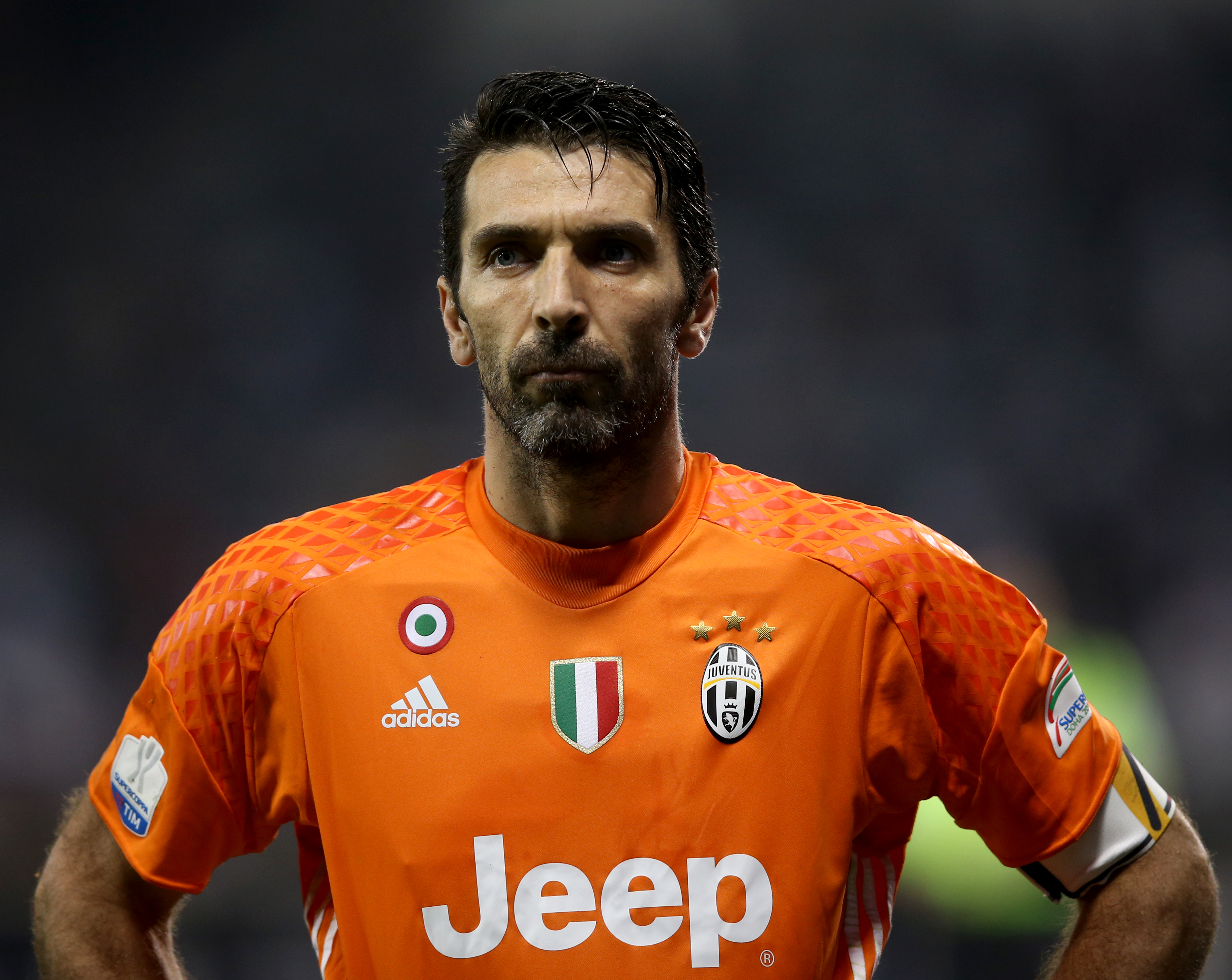
Il portiere e capitano Gianluigi Buffon: alla 16ª stagione a Torino diventa il calciatore juventino col più alto minutaggio, oltreché quello più titolato, nella storia del club.

L'estate 2016 vede la Juventus artefice di una delle più movimentate e onerose sessioni di mercato della sua storia: a fronte delle cessioni di Morata verso il quale il Real Madrid fa valere il suo diritto di recompra, e soprattutto di Pogba venduto al Manchester Utd per la cifra-record di 105 milioni di euro – al tempo il più costoso trasferimento nella storia del calcio –, nonché alle partenze di vari rincalzi degli anni passati, la società si rinforza prelevando dalle più dirette rivali in campionato di metà anni 2010, Roma e Napoli, rispettivamente il centrocampista Pjanić e l'attaccante Higuaín – questo ultimo per un esborso di 90 milioni, all'epoca un record nel calciomercato italiano –, cui fanno seguito gli arrivi a Torino del terzino Dani Alves svincolatosi dal Barcellona, del centrale di difesa Benatia dal Bayern Monaco, e della giovane ala offensiva Pjaca dalla Dinamo Zagabria; in avvio di stagione, per sopperire a vari infortuni occorsi all'attacco bianconero, è inoltre aggregato in prima squadra dalla formazione Primavera il sedicenne Kean, il quale ha così modo di battere vari primati di precocità in Serie A e in Champions League.
In campionato, come da pronostici estivi la Juventus prende sin dalle prime giornate la vetta della classifica; sul versante statistico, con il 4-0 al Cagliari del 21 settembre 2016 allo Stadium, la Juventus è la prima a cogliere la vittoria n. 1500 nella storia della Serie A. La squadra chiude il 2016 laureandosi simbolicamente campione d'inverno con due turni di anticipo, stabilendo inoltre i nuovi primati nazionali di 100 punti nell'arco solare (superando il precedente record di 95 che già le apparteneva dal 2014) e del 100% di vittorie interne (25).

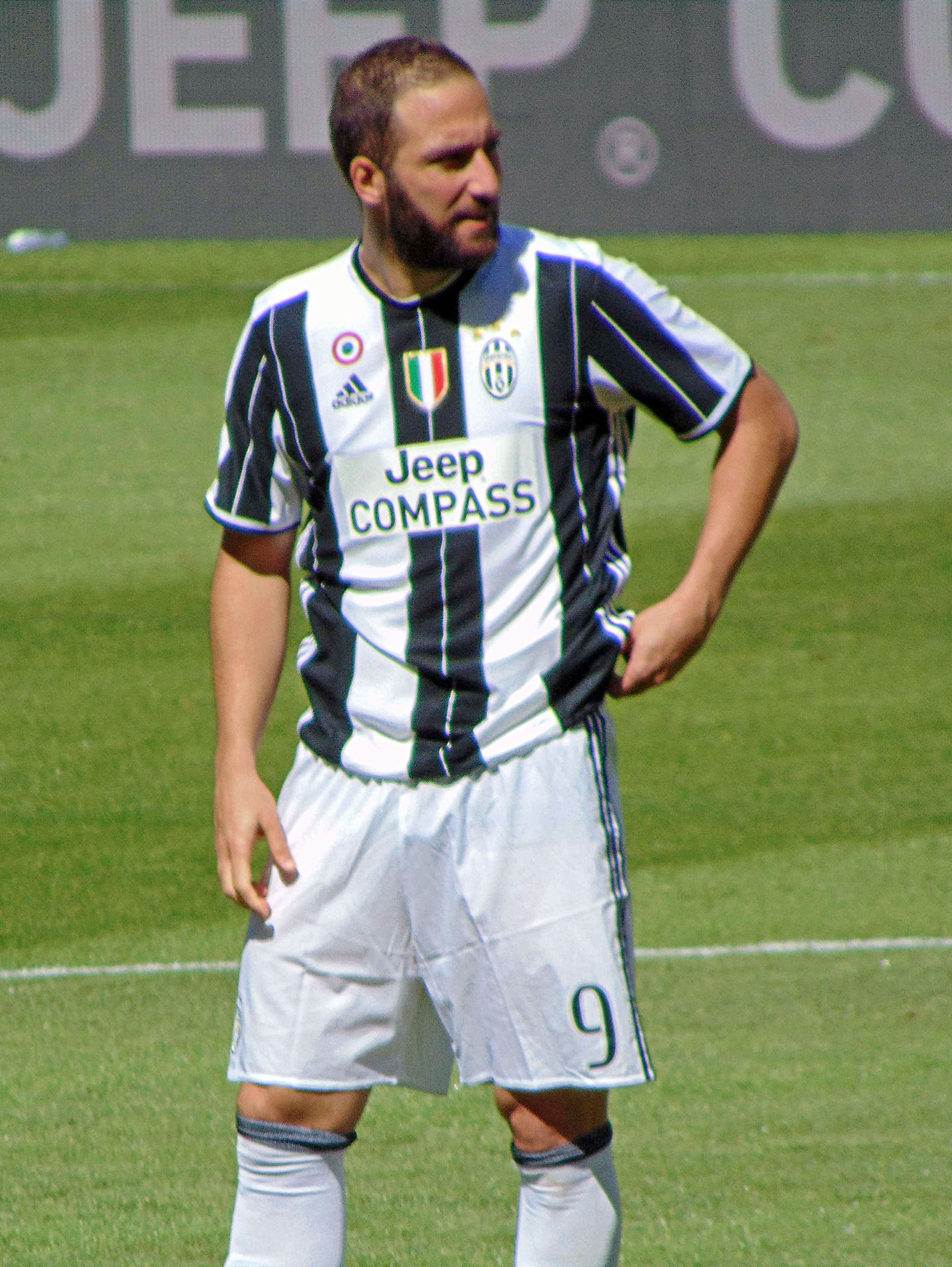
Il neoacquisto Gonzalo Higuaín, recordman stagionale di presenze (55) e reti (32) con i bianconeri; l'argentino arriva a Torino per 90 milioni di euro, all'epoca il più grande esborso nella storia del calcio italiano.

Frattanto in Champions League i bianconeri, inseriti nel girone H insieme agli spagnoli del Siviglia detentori dell'Europa League, ai francesi dell'Olympique Lione e ai campioni di Croazia della Dinamo Zagabria, raggiungono il 22 novembre la qualificazione alla fase a eliminazione diretta con una giornata di anticipo, battendo in rimonta (3-1) gli andalusi al Ramón Sánchez-Pizjuán, e ottenendo il successivo 7 dicembre anche il primato del girone con la vittoria interna 2-0 contro i croati. Il 2016 si chiude tuttavia il 23 dicembre con la sconfitta nella Supercoppa di Lega, persa a Doha ai tiri di rigore contro il Milan. Questa inattesa caduta contro una formazione più debole sulla carta, amplifica il maggiore problema della Juventus in questa fase della stagione: se infatti il percorso bianconero nei mesi precedenti è da considerarsi soddisfacente per i risultati, meno lo è per le prestazioni offerte dalla squadra, che nonostante l'alta qualità della rosa dà l'impressione di non riuscire ancora a esprimere appieno il suo potenziale.
Dopo un mercato invernale limitato al piccolo cabotaggio, l'inizio del 2017 si rivela un importante snodo stagionale. La sconfitta in campionato a Firenze del 15 gennaio, al culmine di vari e inconcludenti esperimenti tattici, segna l'apice delle critiche allo scialbo gioco juventino in questa fase nonché un punto di svolta nell'arco dell'intero ciclo aperto nell'estate 2011: dopo questa gara, Allegri archivia il modulo 3-5-2 alla base del precedente lustro di successi, per virare verso un più spregiudicato 4-2-3-1 volto a mettere in campo, contemporaneamente, tutti i maggiori talenti offensivi della squadra – Pjanić, Cuadrado, Dybala, Mandžukić e Higuaín. Il debutto di questo nuovo assetto «a 5 stelle», il 22 gennaio a Torino contro la Lazio, sfocia immediatamente in una facile vittoria e, cosa più importante, in un gioco spettacolare ed efficace che non sarà più abbandonato per il resto dell'annata.

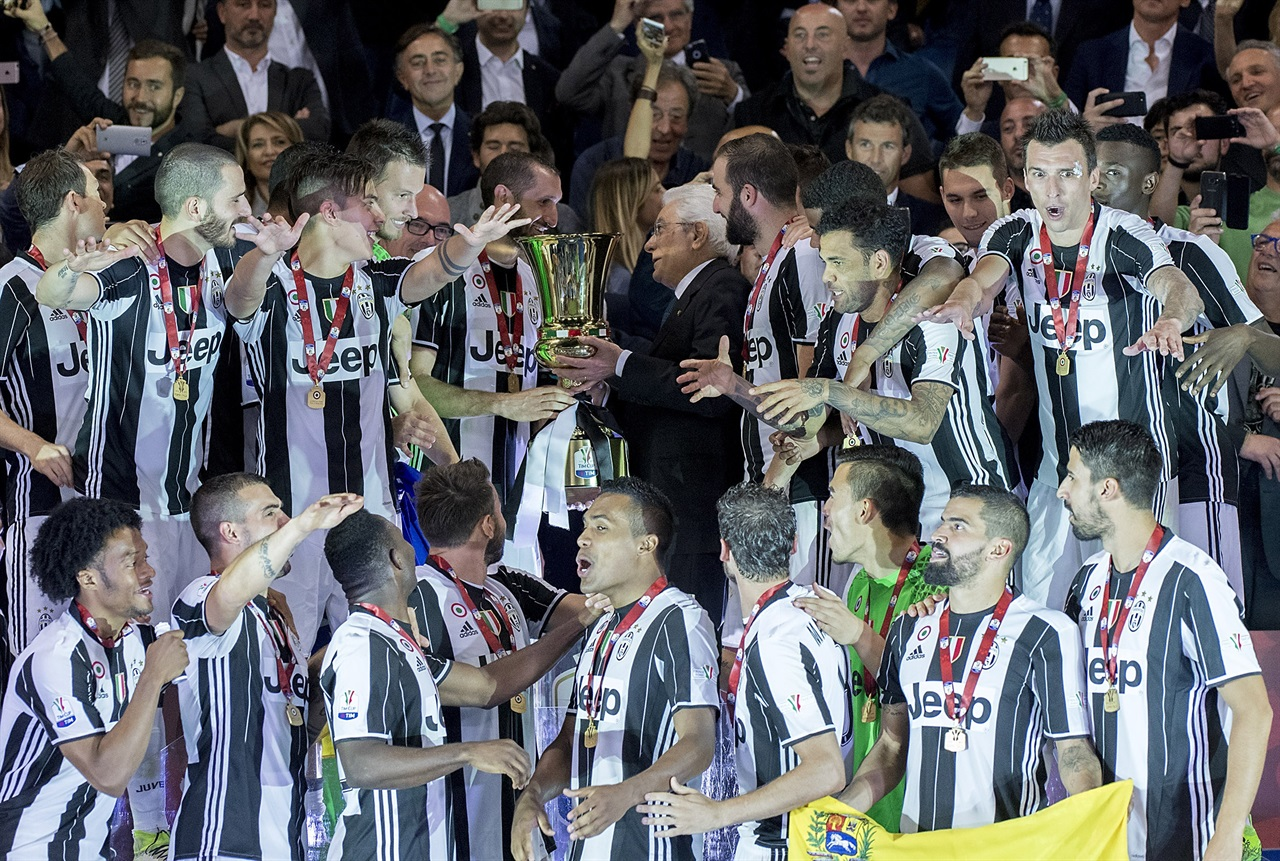
La Juventus riceve dal presidente della Repubblica Sergio Mattarella il trofeo della Coppa Italia 2016-2017, la 12ª della storia bianconera.

Così messa in campo la Juventus, sempre regolare in campionato, frappone via via un rassicurante solco tra sé e le più dirette inseguitrici, Roma e Napoli, che a fine aprile arriva a un massimo stagionale di +9. Tale vantaggio viene gestito in dirittura d'arrivo, quando i contemporanei impegni della squadra torinese nelle coppe inficiano sulla resa in Serie A, con una serie di battute d'arresto tuttavia innocue ai fini della classifica; neanche la sconfitta nello scontro diretto dell'Olimpico di Roma, che riporta i giallorossi a –4, mette a repentaglio la conquista del 33º Scudetto che arriva matematicamente una settimana dopo, il 21 maggio, con la facile vittoria 3-0 allo Stadium sul Crotone: raggiungendo il sesto titolo italiano di fila, la società supera dopo 82 anni il record della Juve del Quinquennio, stabilendo un nuovo primato nazionale.
Si rivelano esaltanti anche i cammini nelle coppe. Dopo aver eliminato nei turni precedenti Atalanta, Milan e Napoli, il 17 maggio gli uomini di Allegri superano nella finale di Roma la Lazio e vincono la loro dodicesima Coppa Italia nonché terza consecutiva – filotto mai riuscito prima nella storia della competizione. La fase a eliminazione diretta di Champions League vede invece i piemontesi estromettere in sequenza i lusitani del Porto agli ottavi, gli spagnoli del Barcellona ai quarti e i monegaschi del Monaco in semifinale, raggiungendo la seconda finale europea nell'arco di un triennio – con un'imbattibilità di 690', record per una squadra italiana nonché seconda assoluta dopo i 995' stabiliti dall'Arsenal nell'edizione 2005-06 –; tuttavia il 3 giugno al Millennium Stadium di Cardiff la Juventus manca per la settima volta nella sua storia la conquista della coppa, venendo sconfitta 1-4 dai detentori del Real Madrid. La squadra chiude quindi la stagione con un double nazionale, il terzo consecutivo, striscia mai raggiunta prima nel calcio italiano.

## Divise e sponsor
Il fornitore tecnico per la stagione 2016-2017 è adidas, al secondo anno coi bianconeri, mentre lo sponsor ufficiale è Jeep, al quinto anno coi torinesi. La prima divisa si discosta molto dalla tradizione del club: pur mantenendo la canonica palatura, presenta cinque strisce di grande spessore, tre nere e due bianche; inoltre quelle nere inglobano al centro delle ulteriori pinstripe bianche. Il retro dell'uniforme presenta un pannello bianco che ingloba nomi e numeri neri, mentre il resto della divisa prevede, anche qui in contrasto con la tradizione, pantaloncini e calzettoni neri; non è tuttavia precluso all'occorrenza il classico abbinamento con pantaloncini e calzettoni bianchi.
| Casa | Trasferta | Terza divisa |

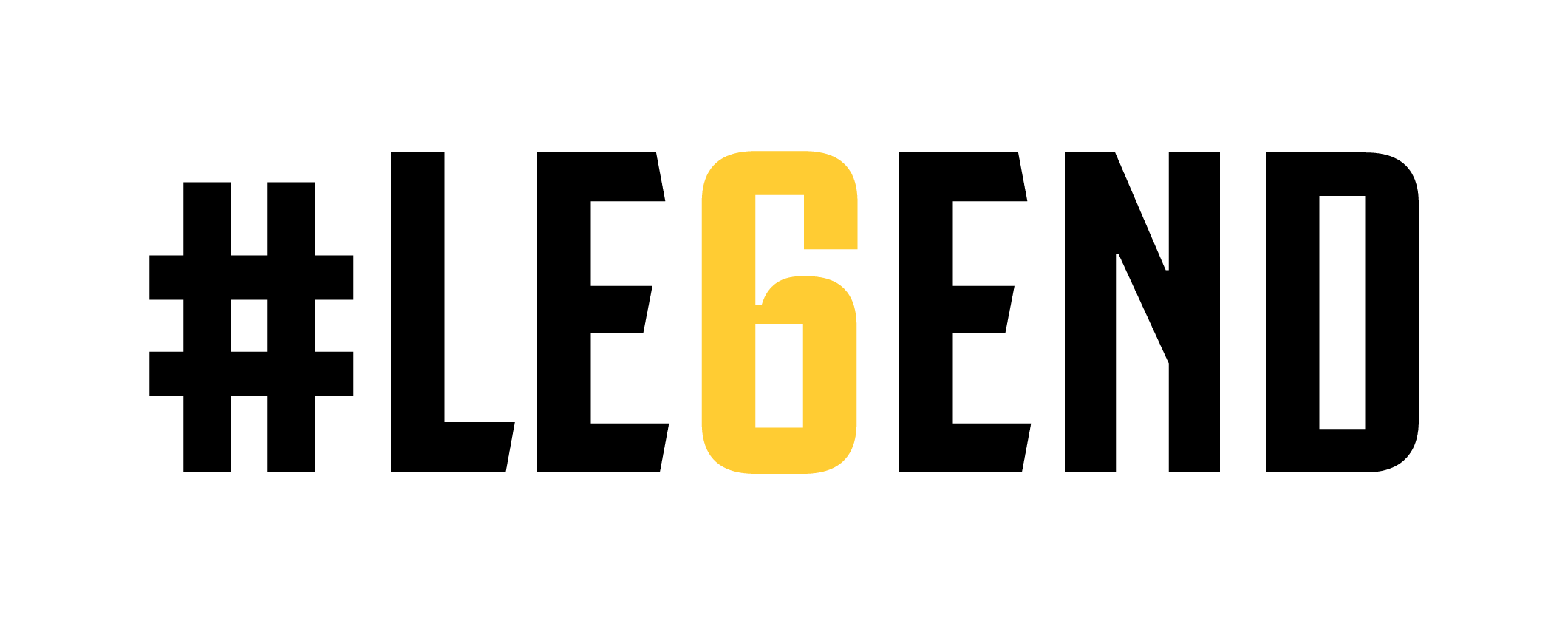
L'hashtag #LE6END celebrativo del sesto Scudetto consecutivo.

La seconda divisa si rifà alle casacche di cortesia juventine degli anni 1970: è infatti blu con bordini bianconeri, presentando come novità una fantasia tono su tono che ricorda la palatura della maglia casalinga; nomi e numeri sono bianchi. L'abbinamento di base per quest'uniforme prevede pantaloncini bianchi e calzettoni blu, tuttavia anche in questo caso non è precluso l'uso di un completo all blue. La terza divisa è interamente bianca, con una fantasia zebrata sulle maniche che omaggia la mascotte societaria. Le divise riservate ai portieri, infine, sono arancioni, verdi, nere e gialle con una fantasia romboidale sulle maniche (quest'ultimo un template comune a tutti i club vestiti da adidas).
| 1ª portiere | 2ª portiere | 3ª portiere | 4ª portiere |

## Organigramma societario
ORGANI DI AMMINISTRAZIONE E CONTROLLO
Consiglio di Amministrazione
- Presidente: Andrea Agnelli
- Presidenti onorari: Giampiero Boniperti e Franzo Grande Stevens
- Vicepresidente: Pavel Nedvěd
- Amministratore delegato - CFO: Aldo Mazzia
- Amministratore delegato - Direttore generale area sport: Giuseppe Marotta
- Amministratori: Giulia Bongiorno, Paolo Garimberti, Asaia Grazioli Venier, Caitlin Hughes, Daniela Marilungo, Francesco Roncaglio, Camillo Venesio
- Amministratori indipendenti: Maurizio Arrivabene, Enrico Vellano

Collegio Sindacale
- Presidente: Paolo Piccatti – Presidente
- Sindaci effettivi: Roberto Longo, Silvia Lirici
- Sindaci supplenti: Roberto Petrignani, Nicoletta Parracchini

AREE E MANAGEMENT
Area gestione aziendale
- Responsabile gestione e controllo investimenti immobiliari: Riccardo Abrate
- Direttore comunicazione e relazioni esterne: Claudio Albanese
- Direttore pianificazione, controllo e progetti speciali: Stefano Bertola
- Responsabile internal audit: Alessandra Borelli
- Responsabile segreteria sportiva: Francesco Gianello
- Responsabile information technology: Claudio Leonardi
- Responsabile amministrativo: Alberto Mignone
- Responsabile marketing e risorse digitali: Federico Palomba
- Responsabile finanziario: Marco Re
- Responsabile global partnerships e ricavi aziendali: Giorgio Ricci
- Direttore risorse umane: Sergio Spinelli
- Responsabile legale: Fabio Tucci
- Responsabile Brand, Licensing e Retail: Silvio Vigato
- Direttore commerciale: Francesco Calvo
- Dirigente internal audit: Luigi Bocchio

Area comunicazione
- Direttore JTV: Claudio Zuliani
- Direttore Juventus Center: Vittorio Ferrino
- Addetto stampa ed editoria: Gabriella Ravizzotti, Fabio Ellena
- Responsabile contenuti editoriali: Enrica Tarchi
- Comunicazione corporate: Stefano Coscia
- Responsabile marketing: Alessandro Sandiano

Area sportiva
- Direttore sportivo: Fabio Paratici
- Segretario generale: Maurizio Lombardo
- Team manager: Matteo Fabris

Area tecnica
- Allenatore: Massimiliano Allegri
- Allenatore in seconda: Marco Landucci
- Collaboratori tecnici: Maurizio Trombetta, Aldo Dolcetti, Emilio Doveri, Roberto Bosco
- Preparatore dei portieri: Claudio Filippi
- Responsabile preparazione atletica: Simone Folletti
- Preparatori atletici: Andrea Pertusio, Duccio Ferrari Bravo, Antonio Gualtieri
- Responsabile Training Check: Roberto Sassi

Area sanitaria
- Centro medico: J-Medical[42]

## Rosa
Rosa e numerazione sono aggiornate al 14 ottobre 2016.
| N. |                                 | Ruolo | Calciatore                        |
| -- | ------------------------------- | ----- | --------------------------------- |
| 1  | Italia (bandiera)               | P     | Gianluigi Buffon (capitano)       |
| 3  | Italia (bandiera)               | D     | Giorgio Chiellini (vice capitano) |
| 4  | Marocco (bandiera)              | D     | Medhi Benatia                     |
| 5  | Bosnia ed Erzegovina (bandiera) | C     | Miralem Pjanić                    |
| 6  | Germania (bandiera)             | C     | Sami Khedira                      |
| 7  | Colombia (bandiera)             | A     | Juan Cuadrado                     |
| 8  | Italia (bandiera)               | C     | Claudio Marchisio                 |
| 9  | Argentina (bandiera)            | A     | Gonzalo Higuaín                   |
| 11 | Brasile (bandiera)              | C     | Hernanes                          |
| 12 | Brasile (bandiera)              | D     | Alex Sandro                       |
| 14 | Italia (bandiera)               | C     | Federico Mattiello                |
| 15 | Italia (bandiera)               | D     | Andrea Barzagli                   |
| 17 | Croazia (bandiera)              | A     | Mario Mandžukić                   |
| 18 | Gabon (bandiera)                | C     | Mario Lemina                      |
| 19 | Italia (bandiera)               | D     | Leonardo Bonucci                  |

| N. |                      | Ruolo | Calciatore           |
| -- | -------------------- | ----- | -------------------- |
| 20 | Croazia (bandiera)   | A     | Marko Pjaca          |
| 21 | Argentina (bandiera) | A     | Paulo Dybala         |
| 22 | Ghana (bandiera)     | C     | Kwadwo Asamoah       |
| 23 | Brasile (bandiera)   | D     | Dani Alves           |
| 24 | Italia (bandiera)    | D     | Daniele Rugani       |
| 25 | Brasile (bandiera)   | P     | Norberto Neto        |
| 26 | Svizzera (bandiera)  | D     | Stephan Lichtsteiner |
| 27 | Italia (bandiera)    | C     | Stefano Sturaro      |
| 28 | Venezuela (bandiera) | C     | Tomás Rincón         |
| 29 | Italia (bandiera)    | D     | Paolo De Ceglie      |
| 32 | Italia (bandiera)    | P     | Emil Audero          |
| 33 | Francia (bandiera)   | D     | Patrice Evra         |
| 34 | Italia (bandiera)    | A     | Moise Kean           |
| 38 | Italia (bandiera)    | C     | Rolando Mandragora   |

## Calciomercato

### Sessione estiva(dal 1º/7 al 31/8)
| Acquisti         | Acquisti            | Acquisti            | Acquisti |
| R.               | Nome                | da                  | Modalità |
| ---------------- | ------------------- | ------------------- | --- |
| D                | Medhi Benatia       | Bayern Monaco       | prestito (3 milioni €) con diritto di riscatto (17 milioni €)                                                                                     |
| D                | Dani Alves          |                     | svincolato |
| C                | Miralem Pjanić      | Roma                | definitivo (32 milioni €) |
| A                | Juan Cuadrado       | Chelsea             | prestito (3 anni) (5 milioni € l'anno) con diritto di riscatto od obbligo al verificarsi di obiettivi sportivi (25 milioni € + 4 milioni € bonus) |
| A                | Gonzalo Higuaín     | Napoli              | definitivo (90 milioni €) |
| A                | Marko Pjaca         | Dinamo Zagabria     | definitivo (23 milioni €) |
| Altre operazioni |                     |                     | |
| R.               | Nome                | da                  | Modalità |
| P                | Francesco Anacoura  | Rimini              | fine prestito |
| P                | Laurențiu Brănescu  | Omonia              | fine prestito |
| P                | Alberto Brignoli    | Sampdoria           | fine prestito |
| P                | Vincenzo Fiorillo   | Pescara             | fine prestito |
| P                | Alberto Gallinetta  | Naxxar Lions        | fine prestito |
| P                | Nicola Leali        | Frosinone           | fine prestito |
| P                | Timothy Nocchi      | Carrarese           | fine prestito |
| P                | Carlo Pinsoglio     | Livorno             | fine prestito |
| P                | Giacomo Volpe       | Gubbio              | fine prestito |
| D                | Paolo De Ceglie     | Olympique Marsiglia | fine prestito |
| D                | Federico Mattiello  | Chievo              | fine prestito |
| D                | Christian Tavanti   | Carrarese           | fine prestito |
| C                | Ouasim Bouy         | PEC Zwolle          | fine prestito |
| C                | Marcel Büchel       | Empoli              | fine prestito |
| C                | Matteo Gerbaudo     | Carrarese           | fine prestito |
| C                | Mauricio Isla       | Olympique Marsiglia | fine prestito |
| C                | Rolando Mandragora  | Pescara             | fine prestito |
| C                | Luca Marrone        | Verona              | fine prestito |
| C                | Fausto Rossi        | Pro Vercelli        | fine prestito |
| C                | Vajebah Sakor       | Vålerenga           | fine prestito |
| C                | Andrés Tello        | Cagliari            | fine prestito |
| C                | Mattia Vitale       | Lanciano            | fine prestito |
| A                | Alberto Cerri       | Cagliari            | fine prestito |
| A                | Simone Ganz         |                     | svincolato |
| A                | Jorge Martínez      | Juventud            | fine prestito |
| A                | Younes Bnou Marzouk | Angers              | fine prestito |
| A                | Cristian Pasquato   | Pescara             | fine prestito |
| A                | Lorenzo Rosseti     | Cesena              | fine prestito |
| A                | Mame Thiam          | Zulte Waregem       | fine prestito |

| Cessioni         | Cessioni           | Cessioni               | Cessioni                                                                          |
| R.               | Nome               | a                      | Modalità                                                                          |
| ---------------- | ------------------ | ---------------------- | --------------------------------------------------------------------------------- |
| P                | Rubinho            |                        | svincolato                                                                        |
| D                | Martín Cáceres     |                        | svincolato                                                                        |
| C                | Simone Padoin      | Cagliari               | definitivo (0,6 milioni €)                                                        |
| C                | Roberto Pereyra    | Watford                | definitivo (13 milioni € + bonus 2 milioni €)                                     |
| C                | Paul Pogba         | Manchester Utd         | definitivo (105 milioni € + bonus 5 milioni €)                                    |
| A                | Juan Cuadrado      | Chelsea                | fine prestito                                                                     |
| A                | Álvaro Morata      | Real Madrid            | esercizio del diritto di riacquisto (30 milioni €)                                |
| A                | Simone Zaza        | West Ham Utd           | prestito (5 milioni €) con obbligo di riscatto (20 milioni € + 3 milioni € bonus) |
| Altre operazioni |                    |                        |                                                                                   |
| R.               | Nome               | a                      | Modalità                                                                          |
| P                | Francesco Anacoura | Casertana              | prestito                                                                          |
| P                | Laurențiu Brănescu | Dinamo Bucarest        | prestito                                                                          |
| P                | Alberto Brignoli   | Leganés                | prestito                                                                          |
| P                | Vincenzo Fiorillo  | Pescara                | definitivo (2 milioni €)                                                          |
| P                | Alberto Gallinetta | Santarcangelo          | prestito                                                                          |
| P                | Nicola Leali       | Olympiacos             | prestito                                                                          |
| P                | Timothy Nocchi     | Tuttocuoio             | prestito                                                                          |
| P                | Carlo Pinsoglio    | Latina                 | prestito                                                                          |
| P                | Giacomo Volpe      | Gubbio                 | definitivo                                                                        |
| D                | Pol Lirola         | Sassuolo               | prestito biennale                                                                 |
| D                | Christian Tavanti  | Sambenedettese         | svincolato                                                                        |
| C                | Ouasim Bouy        | Palermo                | prestito                                                                          |
| C                | Marcel Büchel      | Empoli                 | definitivo (1,5 milione €)                                                        |
| C                | Matteo Gerbaudo    | Pordenone              | definitivo                                                                        |
| C                | Mauricio Isla      | Cagliari               | definitivo (4 milioni €)                                                          |
| C                | Luca Marrone       | Zulte Waregem          | prestito                                                                          |
| C                | Fausto Rossi       |                        | svincolato                                                                        |
| C                | Vajebah Sakor      | Vålerenga              | prestito                                                                          |
| C                | Andrés Tello       | Empoli                 | prestito                                                                          |
| C                | Mattia Vitale      | Cesena                 | prestito con diritto di riscatto e contro-riscatto                                |
| A                | Alberto Cerri      | SPAL                   | prestito con diritto di riscatto e contro-riscatto                                |
| A                | Simone Ganz        | Verona                 | prestito                                                                          |
| A                | Jorge Martínez     |                        | svincolato                                                                        |
| A                | Cristian Pasquato  | Kryl'ja Sovetov Samara | prestito                                                                          |
| A                | Lorenzo Rosseti    | Lugano                 | prestito                                                                          |
| A                | Mame Thiam         | PAOK                   | prestito                                                                          |

### Sessione invernale(dal 3/1 al 31/1)
| Acquisti         | Acquisti          | Acquisti     | Acquisti                                      |
| R.               | Nome              | da           | Modalità                                      |
| ---------------- | ----------------- | ------------ | --------------------------------------------- |
| C                | Tomás Rincón      | Genoa        | definitivo (8 milioni € + 1 milione € bonus)  |
| A                | Simone Zaza       | West Ham Utd | fine prestito                                 |
| Altre operazioni |                   |              |                                               |
| R.               | Nome              | da           | Modalità                                      |
| P                | Alberto Brignoli  | Leganés      | fine prestito                                 |
| D                | Mattia Caldara    | Atalanta     | definitivo (15 milioni € + 6 milioni € bonus) |
| A                | Alberto Cerri     | SPAL         | fine prestito                                 |
| A                | Riccardo Orsolini | Ascoli       | definitivo (6 milioni € + 4 milioni € bonus)  |

| Cessioni         | Cessioni          | Cessioni            | Cessioni                                                                          |
| R.               | Nome              | a                   | Modalità                                                                          |
| ---------------- | ----------------- | ------------------- | --------------------------------------------------------------------------------- |
| D                | Patrice Evra      | Olympique Marsiglia | definitivo                                                                        |
| A                | Simone Zaza       | Valencia            | prestito (2 milioni €) con obbligo di riscatto (16 milioni € + 2 milioni € bonus) |
| Altre operazioni |                   |                     |                                                                                   |
| R.               | Nome              | a                   | Modalità                                                                          |
| P                | Alberto Brignoli  | Perugia             | prestito con obbligo di riscatto condizionato                                     |
| D                | Mattia Caldara    | Atalanta            | prestito biennale                                                                 |
| A                | Alberto Cerri     | Pescara             | prestito                                                                          |
| A                | Riccardo Orsolini | Ascoli              | prestito                                                                          |

### Operazioni esterne alle sessioni
| Acquisti | Acquisti      | Acquisti      | Acquisti                         |
| R.       | Nome          | da            | Modalità                         |
| -------- | ------------- | ------------- | -------------------------------- |
| D        | Medhi Benatia | Bayern Monaco | riscatto prestito (17 milioni €) |
| A        | Juan Cuadrado | Chelsea       | riscatto prestito (20 milioni €) |

| Cessioni | Cessioni       | Cessioni      | Cessioni                                     |
| R.       | Nome           | a             | Modalità                                     |
| -------- | -------------- | ------------- | -------------------------------------------- |
| C        | Hernanes       | Hebei CFFC    | definitivo (8 milioni € + 2 milioni € bonus) |
| A        | Kingsley Coman | Bayern Monaco | riscatto prestito (21 milioni €)             |

## Risultati

### Serie A

#### Girone di andata
| Arbitro: | Massa (Imperia) |

|                         |           |             |
| Khedira 37’ Higuaín 75’ | Marcatori | 70’ Kalinić |

| Arbitro: | Guida (Torre Annunziata) |

|  |           |             |
|  | Marcatori | 66’ Khedira |

| Arbitro: | Di Bello (Brindisi) |

|                            |           |           |
| Higuaín 5’, 10’ Pjanić 27’ | Marcatori | 33’ Antei |

| Arbitro: | Tagliavento (Terni) |

|                        |           |                  |
| Icardi 68’ Perišić 78’ | Marcatori | 66’ Lichtsteiner |

| Arbitro: | Mariani (Aprilia) |

|                                                        |           |  |
| Rugani 14’ Higuaín 33’ Alves 39’ Ceppitelli 84’ (aut.) | Marcatori |  |

| Arbitro: | Valeri (Roma 2) |

|  |           |                      |
|  | Marcatori | 49’ (aut.) Goldaniga |

| Arbitro: | Mazzoleni (Bergamo) |

|  |           |                             |
|  | Marcatori | 65’ Dybala 67’, 70’ Higuaín |

| Arbitro: | Gavillucci (Latina) |

|                        |           |            |
| Dybala 43’, 51’ (rig.) | Marcatori | 30’ Jankto |

| Arbitro: | Rizzoli (Bologna) |

|               |           |  |
| Locatelli 65’ | Marcatori |  |

| Arbitro: | Russo (Nola) |

|                                           |           |            |
| Mandžukić 4’ Chiellini 9’, 87’ Pjanić 65’ | Marcatori | 57’ Schick |

| Arbitro: | Rocchi (Firenze) |

|                         |           |              |
| Bonucci 50’ Higuaín 70’ | Marcatori | 54’ Callejón |

| Arbitro: | Valeri (Roma 2) |

|                       |           |                          |
| Pellissier 66’ (rig.) | Marcatori | 53’ Mandžukić 75’ Pjanić |

| Arbitro: | Fabbri (Ravenna) |

|                                        |           |  |
| Khedira 36’ Mandžukić 63’ Hernanes 69’ | Marcatori |  |

| Arbitro: | Mazzoleni (Bergamo) |

|                                        |           |            |
| Simeone 3’, 13’ Alex Sandro 29’ (aut.) | Marcatori | 82’ Pjanić |

| Arbitro: | Irrati (Pistoia) |

|                                          |           |             |
| Alex Sandro 15’ Rugani 19’ Mandžukić 64’ | Marcatori | 82’ Freuler |

| Arbitro: | Rocchi (Firenze) |

|             |           |                               |
| Belotti 16’ | Marcatori | 28’, 82’ Higuaín 90+2’ Pjanić |

| Arbitro: | Orsato (Schio) |

|             |           |  |
| Higuaín 14’ | Marcatori |  |

| Arbitro: | Valeri (Roma 2) |

|  |           |                           |
|  | Marcatori | 60’ Mandžukić 74’ Higuaín |

| Arbitro: | Mariani (Aprilia) |

|                                   |           |  |
| Higuaín 7’, 55’ Dybala 41’ (rig.) | Marcatori |  |

#### Girone di ritorno
| Arbitro: | Banti (Livorno) |

|                        |           |             |
| Kalinić 37’ Badelj 54’ | Marcatori | 58’ Higuaín |

| Arbitro: | Massa (Imperia) |

|                       |           |  |
| Dybala 5’ Higuaín 17’ | Marcatori |  |

| Arbitro: | Doveri (Roma 1) |

|  |           |                        |
|  | Marcatori | 9’ Higuaín 25’ Khedira |

| Arbitro: | Rizzoli (Bologna) |

|              |           |  |
| Cuadrado 45’ | Marcatori |  |

| Arbitro: | Calvarese (Teramo) |

|  |           |                  |
|  | Marcatori | 37’, 47’ Higuaín |

| Arbitro: | Di Bello (Brindisi) |

|                                           |           |             |
| Marchisio 13’ Dybala 40’, 89’ Higuaín 63’ | Marcatori | 90+3’ Čočev |

| Arbitro: | Mariani (Aprilia) |

|                                      |           |  |
| Skorupski 52’ (aut.) Alex Sandro 65’ | Marcatori |  |

| Arbitro: | Damato (Barletta) |

|            |           |             |
| Zapata 37’ | Marcatori | 60’ Bonucci |

| Arbitro: | Massa (Imperia) |

|                                 |           |           |
| Benatia 30’ Dybala 90+7’ (rig.) | Marcatori | 43’ Bacca |

| Arbitro: | Tagliavento (Terni) |

|  |           |             |
|  | Marcatori | 7’ Cuadrado |

| Arbitro: | Orsato (Schio) |

|            |           |            |
| Hamšík 60’ | Marcatori | 7’ Khedira |

| Arbitro: | Fabbri (Ravenna) |

|                  |           |  |
| Higuaín 23’, 84’ | Marcatori |  |

| Arbitro: | Di Bello (Brindisi) |

|  |           |                  |
|  | Marcatori | 22’, 43’ Higuaín |

| Arbitro: | Calvarese (Teramo) |

|                                                       |           |  |
| Muñoz 17’ (aut.) Dybala 18’ Mandžukić 41’ Bonucci 64’ | Marcatori |  |

| Arbitro: | Guida (Torre Annunziata) |

|                       |           |                                 |
| Conti 45’ Freuler 89’ | Marcatori | 50’ (aut.) Spinazzola 83’ Alves |

| Arbitro: | Valeri (Roma 2) |

|               |           |            |
| Higuaín 90+2’ | Marcatori | 52’ Ljajić |

| Arbitro: | Banti (Livorno) |

|                                             |           |            |
| De Rossi 25’ El Shaarawy 56’ Nainggolan 65’ | Marcatori | 21’ Lemina |

| Arbitro: | Mazzoleni (Bergamo) |

|                                          |           |  |
| Mandžukić 12’ Dybala 39’ Alex Sandro 83’ | Marcatori |  |

| Arbitro: | Mariani (Aprilia) |

|            |           |                       |
| Taïder 52’ | Marcatori | 70’ Dybala 90+4’ Kean |

### Coppa Italia

#### Fase finale
| Arbitro: | Giacomelli (Trieste) |

|                                            |           |                          |
| Dybala 22’ Mandžukić 34’ Pjanić 75’ (rig.) | Marcatori | 72’ Konko 81’ Latte Lath |

| Arbitro: | Irrati (Pistoia) |

|                       |           |           |
| Dybala 10’ Pjanić 21’ | Marcatori | 53’ Bacca |

| Arbitro: | Valeri (Roma 2) |

|                                           |           |              |
| Dybala 47’ (rig.), 69’ (rig.) Higuaín 64’ | Marcatori | 36’ Callejón |

| Arbitro: | Banti (Livorno) |

|                                    |           |                  |
| Hamšík 53’ Mertens 61’ Insigne 67’ | Marcatori | 32’, 59’ Higuaín |

| Arbitro: | Tagliavento (Terni) |

|                       |           |  |
| Alves 12’ Bonucci 24’ | Marcatori |  |

### UEFA Champions League

#### Fase a gironi
| Torino 14 settembre 2016, ore 20:45 CEST 1ª giornata | Juventus | 0 – 0 referto | Siviglia | Juventus Stadium (33 261 spett.)\| Arbitro: \| Aytekin \| |
| Arbitro:                                             | Aytekin  |               |          |                                                           |

| Arbitro: | De Sousa |

|  |           |                                                  |
|  | Marcatori | 24’ Pjanić 31’ Higuaín 57’ Dybala 85’ Dani Alves |

| Arbitro: | Marciniak |

|  |           |              |
|  | Marcatori | 76’ Cuadrado |

| Arbitro: | Kuipers |

|                    |           |             |
| Higuaín 13’ (rig.) | Marcatori | 85’ Tolisso |

| Arbitro: | Clattenburg |

|           |           |                                                    |
| Pareja 9’ | Marcatori | 45+2’ (rig.) Marchisio 84’ Bonucci 90+4’ Mandžukić |

| Arbitro: | Taylor |

|                        |           |  |
| Higuaín 52’ Rugani 73’ | Marcatori |  |

#### Fase a eliminazione diretta
| Arbitro: | Brych |

|  |           |                          |
|  | Marcatori | 72’ Pjaca 74’ Dani Alves |

| Arbitro: | Hațegan |

|                   |           |  |
| Dybala 42’ (rig.) | Marcatori |  |

| Arbitro: | Marciniak |

|                              |           |  |
| Dybala 7’, 22’ Chiellini 55’ | Marcatori |  |

| Barcellona 19 aprile 2017, ore 20:45 CEST Quarti di finale - Ritorno | Barcellona | 0 – 0 referto | Juventus | Camp Nou (96 290 spett.)\| Arbitro: \| Kuipers \| |
| Arbitro:                                                             | Kuipers    |               |          |                                                   |

| Arbitro: | Mateu Lahoz |

|  |           |                  |
|  | Marcatori | 29’, 59’ Higuaín |

| Arbitro: | Kuipers |

|                              |           |            |
| Mandžukić 33’ Dani Alves 44’ | Marcatori | 69’ Mbappé |

| Arbitro: | Brych |

|               |           |                                           |
| Mandžukić 27’ | Marcatori | 20’, 64’ Ronaldo 61’ Casemiro 90’ Asensio |

### Supercoppa italiana
| Arbitro: | Damato (Barletta) |

|                                            |                      |                                         |
| Chiellini 18’                              | Marcatori            | 38’ Bonaventura                         |
| Marchisio Mandžukić Higuaín Khedira Dybala | Tiri di rigore 3 – 4 | Lapadula Bonaventura Kucka Suso Pašalić |

## Statistiche

### Statistiche di squadra
| Competizione          | Punti | In casa | In casa | In casa | In casa | In casa | In casa | In trasferta | In trasferta | In trasferta | In trasferta | In trasferta | In trasferta | Totale | Totale | Totale | Totale | Totale | Totale | D.R. |
| Competizione          | Punti | G       | V       | N       | P       | Gf      | Gs      | G            | V            | N            | P            | Gf           | Gs           | G      | V      | N      | P      | Gf     | Gs     | D.R. |
| --------------------- | ----- | ------- | ------- | ------- | ------- | ------- | ------- | ------------ | ------------ | ------------ | ------------ | ------------ | ------------ | ------ | ------ | ------ | ------ | ------ | ------ | ---- |
| Serie A               | 91    | 19      | 18      | 1       | 0       | 48      | 9       | 19           | 11           | 3            | 5            | 29           | 18           | 38     | 29     | 4      | 5      | 77     | 27     | +50  |
| Coppa Italia          | -     | 3       | 3       | 0       | 0       | 8       | 4       | 1            | 0            | 0            | 1            | 2            | 3            | 5      | 4      | 0      | 1      | 12     | 7      | +5   |
| UEFA Champions League | -     | 6       | 4       | 2       | 0       | 9       | 2       | 6            | 5            | 1            | 0            | 12           | 1            | 13     | 9      | 3      | 1      | 22     | 7      | +15  |
| Supercoppa italiana   | -     | 0       | 0       | 0       | 0       | 0       | 0       | 0            | 0            | 0            | 0            | 0            | 0            | 1      | 0      | 1      | 0      | 1      | 1      | 0    |
| Totale                | -     | 28      | 25      | 3       | 0       | 65      | 15      | 26           | 16           | 4            | 6            | 43           | 22           | 57     | 42     | 8      | 7      | 112    | 42     | +70  |

### Andamento in campionato
| Giornata  | 1 | 2 | 3 | 4 | 5 | 6 | 7 | 8 | 9 | 10 | 11 | 12 | 13 | 14 | 15 | 16 | 17 | 18 | 19 | 20 | 21 | 22 | 23 | 24 | 25 | 26 | 27 | 28 | 29 | 30 | 31 | 32 | 33 | 34 | 35 | 36 | 37 | 38 |
| --------- | - | - | - | - | - | - | - | - | - | -- | -- | -- | -- | -- | -- | -- | -- | -- | -- | -- | -- | -- | -- | -- | -- | -- | -- | -- | -- | -- | -- | -- | -- | -- | -- | -- | -- | -- |
| Luogo     | C | T | C | T | C | T | T | C | T | C  | C  | T  | C  | T  | C  | T  | C  | T  | C  | T  | C  | T  | C  | T  | C  | C  | T  | C  | T  | T  | C  | T  | C  | T  | C  | T  | C  | T  |
| Risultato | V | V | V | P | V | V | V | V | P | V  | V  | V  | V  | P  | V  | V  | V  | V  | V  | P  | V  | V  | V  | V  | V  | V  | N  | V  | V  | N  | V  | V  | V  | N  | N  | P  | V  | V  |
| Posizione | 1 | 1 | 1 | 2 | 1 | 1 | 1 | 1 | 1 | 1  | 1  | 1  | 1  | 1  | 1  | 1  | 1  | 1  | 1  | 1  | 1  | 1  | 1  | 1  | 1  | 1  | 1  | 1  | 1  | 1  | 1  | 1  | 1  | 1  | 1  | 1  | 1  | 1  |

Fonte:  Serie A – Classifiche, su legaseriea.it. URL consultato il 23 luglio 2016 (archiviato dall'url originale il 12 giugno 2018).
Legenda:

Luogo: C = Casa; T = Trasferta. Risultato: V = Vittoria; N = Pareggio; P = Sconfitta.

### Statistiche dei giocatori
Sono in corsivo i calciatori che hanno lasciato la società a stagione in corso.
| Giocatore       | Serie A  | Serie A | Serie A     | Serie A    | Coppa Italia | Coppa Italia | Coppa Italia | Coppa Italia | UEFA Champions League | UEFA Champions League | UEFA Champions League | UEFA Champions League | Supercoppa italiana | Supercoppa italiana | Supercoppa italiana | Supercoppa italiana | Totale   | Totale | Totale      | Totale     |
| Giocatore       | Presenze | Reti    | Ammonizioni | Espulsioni | Presenze     | Reti         | Ammonizioni  | Espulsioni   | Presenze              | Reti                  | Ammonizioni           | Espulsioni            | Presenze            | Reti                | Ammonizioni         | Espulsioni          | Presenze | Reti   | Ammonizioni | Espulsioni |
| --------------- | -------- | ------- | ----------- | ---------- | ------------ | ------------ | ------------ | ------------ | --------------------- | --------------------- | --------------------- | --------------------- | ------------------- | ------------------- | ------------------- | ------------------- | -------- | ------ | ----------- | ---------- |
| K. Asamoah      | 18       | 0       | 2           | 0          | 3            | 0            | 1            | 0            | 3                     | 0                     | 0                     | 0                     | 0                   | 0                   | 0                   | 0                   | 24       | 0      | 3           | 0          |
| E. Audero       | 1        | -1      | 0           | 0          | 0            | 0            | 0            | 0            | 0                     | 0                     | 0                     | 0                     | 0                   | 0                   | 0                   | 0                   | 1        | -1     | 0           | 0          |
| A. Barzagli     | 23       | 0       | 2           | 0          | 5            | 0            | 0            | 0            | 11                    | 0                     | 1                     | 0                     | 0                   | 0                   | 0                   | 0                   | 39       | 0      | 3           | 0          |
| M. Benatia      | 15       | 1       | 3           | 0          | 1            | 0            | 0            | 0            | 5                     | 0                     | 0                     | 0                     | 0                   | 0                   | 0                   | 0                   | 21       | 1      | 3           | 0          |
| L. Bonucci      | 30       | 3       | 5           | 0          | 5            | 1            | 1            | 0            | 11                    | 1                     | 3                     | 0                     | 0                   | 0                   | 0                   | 0                   | 46       | 5      | 9           | 0          |
| G. Buffon       | 30       | -24     | 0           | 0          | 0            | 0            | 0            | 0            | 12                    | -7                    | 0                     | 0                     | 1                   | -1                  | 0                   | 0                   | 43       | -32    | 0           | 0          |
| G. Chiellini    | 21       | 2       | 4           | 0          | 2            | 0            | 0            | 0            | 9                     | 1                     | 2                     | 0                     | 1                   | 1                   | 0                   | 0                   | 33       | 4      | 6           | 0          |
| J. Cuadrado     | 30       | 2       | 8           | 0          | 3            | 0            | 1            | 0            | 12                    | 1                     | 4                     | 1                     | 0                   | 0                   | 0                   | 0                   | 45       | 3      | 13          | 1          |
| Dani Alves      | 19       | 2       | 5           | 0          | 2            | 1            | 2            | 0            | 12                    | 3                     | 1                     | 0                     | 0                   | 0                   | 0                   | 0                   | 33       | 6      | 8           | 0          |
| P. De Ceglie    | 0        | 0       | 0           | 0          | 0            | 0            | 0            | 0            | 0                     | 0                     | 0                     | 0                     | 0                   | 0                   | 0                   | 0                   | 0        | 0      | 0           | 0          |
| P. Dybala       | 31       | 11      | 2           | 0          | 5            | 4            | 0            | 0            | 11                    | 4                     | 1                     | 0                     | 1                   | 0                   | 0                   | 0                   | 48       | 19     | 3           | 0          |
| P. Evra         | 6        | 0       | 0           | 0          | 0            | 0            | 0            | 0            | 6                     | 0                     | 2                     | 0                     | 1                   | 0                   | 0                   | 0                   | 13       | 0      | 2           | 0          |
| Hernanes        | 10       | 1       | 3           | 0          | 1            | 0            | 0            | 0            | 2                     | 0                     | 0                     | 0                     | 0                   | 0                   | 0                   | 0                   | 13       | 1      | 3           | 0          |
| G. Higuaín      | 38       | 24      | 1           | 0          | 4            | 3            | 0            | 0            | 12                    | 5                     | 1                     | 0                     | 1                   | 0                   | 1                   | 0                   | 55       | 32     | 3           | 0          |
| M. Kean         | 3        | 1       | 0           | 0          | 0            | 0            | 0            | 0            | 1                     | 0                     | 0                     | 0                     | 0                   | 0                   | 0                   | 0                   | 4        | 1      | 0           | 0          |
| S. Khedira      | 31       | 5       | 2           | 0          | 3            | 0            | 0            | 0            | 11                    | 0                     | 3                     | 0                     | 1                   | 0                   | 0                   | 0                   | 46       | 5      | 5           | 0          |
| M. Lemina       | 19       | 1       | 1           | 0          | 2            | 0            | 0            | 0            | 7                     | 0                     | 3                     | 1                     | 1                   | 0                   | 0                   | 0                   | 29       | 1      | 4           | 1          |
| S. Lichtsteiner | 26       | 1       | 5           | 0          | 2            | 0            | 1            | 0            | 1                     | 0                     | 1                     | 0                     | 1                   | 0                   | 1                   | 0                   | 30       | 1      | 8           | 0          |
| R. Mandragora   | 1        | 0       | 0           | 0          | 0            | 0            | 0            | 0            | 0                     | 0                     | 0                     | 0                     | 0                   | 0                   | 0                   | 0                   | 1        | 0      | 0           | 0          |
| M. Mandžukić    | 34       | 7       | 5           | 0          | 4            | 1            | 1            | 0            | 11                    | 3                     | 3                     | 0                     | 1                   | 0                   | 0                   | 0                   | 50       | 11     | 9           | 0          |
| C. Marchisio    | 18       | 1       | 2           | 0          | 2            | 0            | 0            | 0            | 8                     | 1                     | 2                     | 0                     | 1                   | 0                   | 0                   | 0                   | 29       | 2      | 4           | 0          |
| F. Mattiello    | 0        | 0       | 0           | 0          | 0            | 0            | 0            | 0            | 0                     | 0                     | 0                     | 0                     | 0                   | 0                   | 0                   | 0                   | 0        | 0      | 0           | 0          |
| N. Neto         | 8        | -2      | 0           | 0          | 5            | -7           | 0            | 0            | 1                     | -0                    | 0                     | 0                     | 0                   | 0                   | 0                   | 0                   | 14       | -9     | 0           | 0          |
| M. Pjaca        | 14       | 0       | 1           | 0          | 2            | 0            | 0            | 0            | 4                     | 1                     | 0                     | 0                     | 0                   | 0                   | 0                   | 0                   | 20       | 1      | 1           | 0          |
| M. Pjanić       | 30       | 5       | 5           | 0          | 4            | 2            | 2            | 0            | 12                    | 1                     | 2                     | 0                     | 1                   | 0                   | 0                   | 0                   | 47       | 8      | 9           | 0          |
| T. Rincón       | 13       | 0       | 0           | 0          | 3            | 0            | 1            | 0            | 3                     | 0                     | 0                     | 0                     | 0                   | 0                   | 0                   | 0                   | 19       | 0      | 1           | 0          |
| D. Rugani       | 15       | 2       | 4           | 0          | 2            | 0            | 0            | 0            | 2                     | 1                     | 0                     | 0                     | 1                   | 0                   | 0                   | 0                   | 20       | 3      | 4           | 0          |
| Alex Sandro     | 27       | 3       | 5           | 0          | 4            | 0            | 1            | 0            | 11                    | 0                     | 1                     | 0                     | 1                   | 0                   | 0                   | 0                   | 43       | 3      | 7           | 0          |
| S. Sturaro      | 21       | 0       | 5           | 0          | 2            | 0            | 0            | 0            | 4                     | 0                     | 1                     | 0                     | 1                   | 0                   | 0                   | 0                   | 28       | 0      | 6           | 0          |

## Giovanili

### Organigramma
Area direttiva
- Direttore settore giovanile: Stefano Braghin

Area organizzativa
- Segretario settore giovanile: Massimiliano Mazzetta
- Team manager Primavera: Gianluca Pessotto

Area sportiva
- Direttore sportivo settore giovanile: Moreno Zocchi
- Direttore sportivo Primavera: Federico Cherubini
- Piemonte Chief Scout: Claudio Sclosa
- Italy Chief Scout: Roberto Marta
- Foreign Countries Chief Scout: Javier Ribalta
- Responsabile Juventus Soccer Schools: Marco Marchi
- Responsabile attività di base e progetto Under-8: Luigi Milani

Area tecnica
- Allenatore squadra Primavera: Fabio Grosso

### Piazzamenti
- Primavera:
  - Campionato: semifinale[97]
  - Coppa Italia: ottavi di finale[98]
  - UEFA Youth League:[99] play-off[100]
  - Torneo di Viareggio: ottavi di finale[101]
- Under-17:
  - Campionato: play-off[102]
- Under-16:
  - Campionato: play-off[103]
- Under-15:
  - Campionato: vincitrice[104]
  - Supercoppa: vincitrice[105]